# Eden à l'ouest
Pour plus de détails, voir Fiche technique et Distribution.
Eden à l'ouest est un road movie dramatique franco-italo-grec réalisé par Costa-Gavras, sorti en 2009.

## Synopsis
Un jeune immigré clandestin, en partance pour Paris et le Lido, traverse la Méditerranée, puis l'Italie et la France. Des rencontres de la meilleure et de la pire espèce ponctuent son trajet.

## Fiche technique

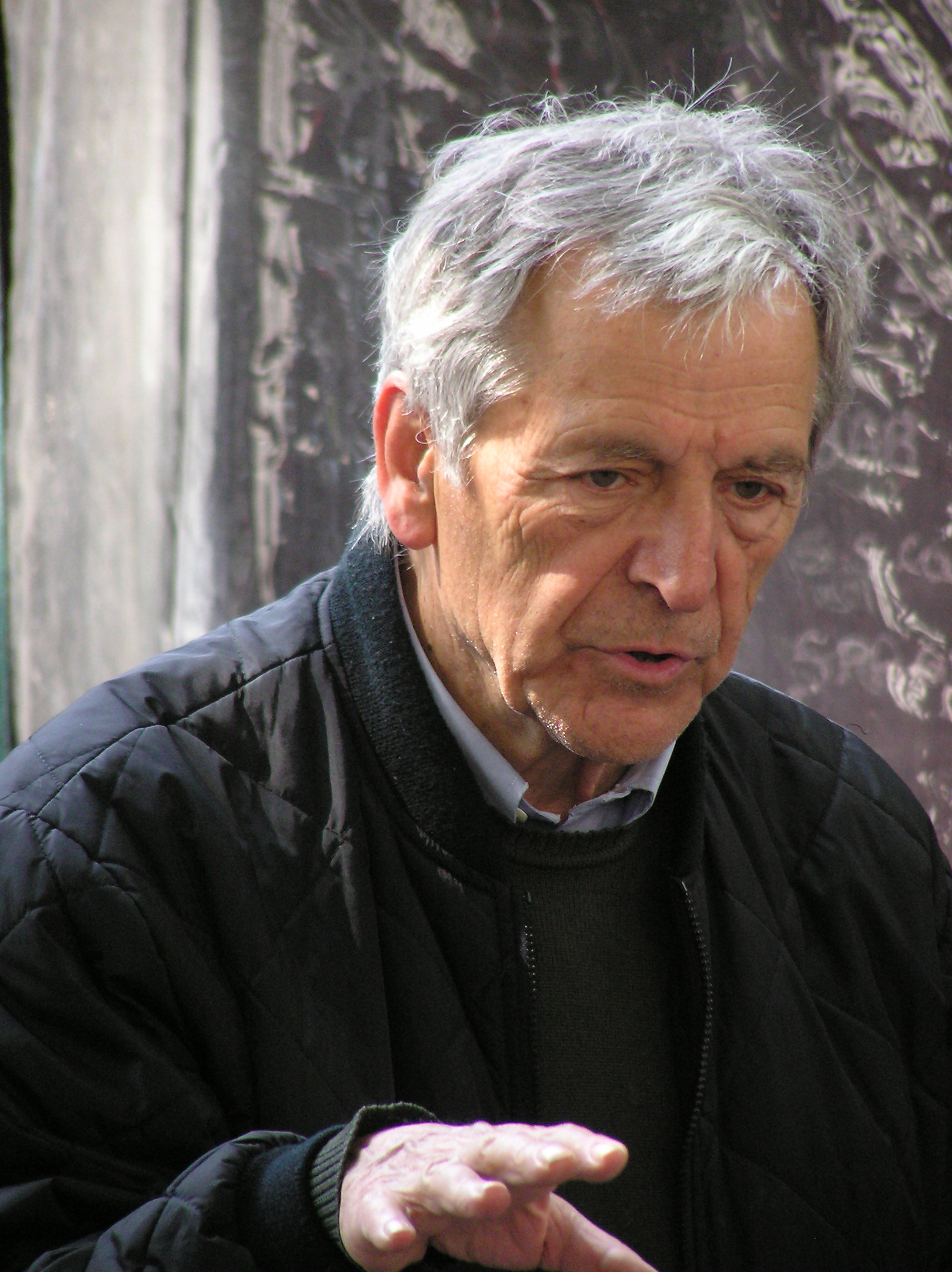
Costa-Gavras, en avril 2008, pendant le tournage d' Eden à l'ouest

- Titre original français : Eden à l'ouest
- Titre original grec : Paradeisos sti disi (Παράδεισος στη Δύση)
- Titre italien : Verso l'eden
- Titre anglophone : Eden Is West
- Réalisation : Costa-Gavras
- Scénario : Costa-Gavras et Jean-Claude Grumberg
- Musique : Armand Amar
- Photographie : Patrick Blossier
- Décors : Konstantinos Papageorgiou, Alexandre Bancel
- Montage : Yannick Kergoat, assisté de Yorgos Lamprinos
- Son : Thanassis Arvanatis
- Production : Costa-Gavras, Michele Ray-Gavras, Jérôme Seydoux, Dionyssis Samiotis, Manos Krezias, Salem Brahimi
- Sociétés de production : KG Productions, Novo RPI, Medusa, Centre du cinéma grec, Ert tv, Odeon ; coproduit par France 3 Cinéma, Pathé Production
- Pays d'origine :  France,  Italie,  Grèce
- Langue de tournage : français
- Genre : road movie, drame
- Durée : 110 minutes
- Dates de sortie[1] : 
  - France : 11 février 2009
  - Allemagne : 14 février 2009 (Berlinale 2009 - hors compétition)
  - Grèce : 16 février 2009

## Distribution
- Riccardo Scamarcio : Élias
- Juliane Köhler : Christina
- Ulrich Tukur : Nick Nickleby
- Anny Duperey : dame veste
- Éric Caravaca : Jack
- Michel Robin : petit vieux du Lido
- Djiby Badiane : le marchand d'objets africains
- Antoine Monot, Jr. : Karl
- Konstadinos Markoulakis (el) : Yvan
- Bruno Lochet : Yann
- David Krüger : passager usine
- Ieroklis Michaelidis (el) : le notable
- Aymen Saïdi : petit basané
- Florian Martens (de) : Günther
- Tasos Kostis (el) : chauffeur voleur
- Benoît Giros : chauffeur usine
- Jean-Claude Grumberg : homme direction Métro
- Bonnafet Tarbouriech : serveur brasserie
- Alban Casterman : garçon de café 1
- Xavier Maly : policier âgé
- Jean-Pierre Gos : Franz
- Jean-Christophe Folly : le chanteur / musicien
- Marissa Triandafyllidou : directrice club
- Anny Loulou : épouse notable
- Frédéric Chau : Asiatique
- Arto Apartian : commerçant bazar
- Geraldine Bintein : mendiante
- Murali Perumal : Hindou
- Dina Mihailidou : Sophia
- Jian-Zhang : Kim
- Eleftherios Zacharopoulos : voisin terrasse
- Odysseas Papaspiliopoulos (el) : l'ami d'Élias
- Léa Wiazemsky : Nina
- Tess Spentzos : une amie de Nina
- Kristen Ross : une amie de Nina
- Gil Alma : Bob
- Alexandre Bancel : Bernard
- David Lowe : Fred l'Américain
- Lou Aisenberg
- Mona Achache : Marie-Lou

## Production
La langue parlée par les immigrés a été inventée par les scénaristes Jean-Claude Grumberg et Costa-Gavras pour que la nationalité du personnage principal ne puisse être devinée. Costa-Gavras explique : « Nous avons inversé les mots français ! Un ami linguiste a écouté le résultat et nous a dit : “ça ressemble à une langue sémite, mais l'architecture est française”... il nous a fait faire des corrections pour qu'elle soit plus de “là-bas"... Un là-bas lointain” ». 
Le tournage a lieu en Grèce, dans les Hautes-Alpes (col du Lautaret, vallée de la Clarée, Montgenèvre) ainsi qu'à Paris (avenue des Champs-Élysées, place Charles-de-Gaulle, le Lido, gare de Paris-Est, Opéra Garnier, rue du Colonel-Driant, station des Tuileries, station Concorde, etc.).

## Accueil
Le film obtient le prix de la critique au festival City of Lights, City of Angels 2009.

## Commentaire
Le titre du film fait référence au livre de John Steinbeck À l'est d'Éden publié en 1952 et adapté au cinéma par Elia Kazan en 1955 avec un titre similaire, À l'est d’Éden (East of Eden).